# Lauren Ridloff
Lauren Ridloff (szül.: Teruel, Chicago, 1978. április 6. –), siket amerikai színésznő.
Legismertebb alakítása Makkar a 2021-es  Örökkévalók című filmben. A The Walking Dead című sorozatban is szerepelt.

## Fiatalkora
1978. április 6-án született Chicagóban. Siketen született. Édesapja mexikói-amerikai édesanyja afro-amerikai származású. Apja, Hugo a chicagói Illinoisi Egyetem tanácsadója volt. A Northridge-i California State University-ben tanult angol szakon.
Megnyerte a Miss Deaf Illinoist és a Miss Deaf Americat. Ridloff egyetem után a Hunter College-ba ment tanuljon, hogy gyermekíró legyen. 2005-ben megszerezte a mester diplomáját. 2006-ban férjhez ment Douglas Ridloffhoz. Két gyermekük született, mindketten fiúk és siketek.

## Pályafutás
Első szerepe a 2017-es Sign Gene: The First Deaf Superheroes című filmben volt. Még ebben az évben szerepelt a Wonderstruck című filmben. Feltűnt John Legend Love Me Now című zenéjének klipjében. 2018-tól szerepel a The Walking Dead című sorozatban. 2021-ben az Örökkévalók című filmben szerepelt.

## Filmográfia

### Filmek
| Év   | Magyar cím      | Eredeti cím                           | Szerep     |
| ---- | --------------- | ------------------------------------- | ---------- |
| 2017 |                 | Sign Gene: The First Deaf Superheroes | QIA ügynök |
| 2017 |                 | Wonderstruck                          | Pearl      |
| 2019 | A metál csendje | Sound of Metal                        | Diane      |
| 2021 | Örökkévalók     | Eternals                              | Makkar     |

### Televíziós szerepek
| Év    | Magyar cím                     | Eredeti cím      | Szerep | Megjegyzések   |
| ----- | ------------------------------ | ---------------- | ------ | -------------- |
| 2018– | The Walking Dead               | The Walking Dead | Connie | mellékszereplő |
| 2018  | Legacies – A sötétség öröksége | Legacies         | Dragon | 1 epizód       |
| 2019  | New Amsterdam                  | New Amsterdam    | Margot | 1 epizód       |